# نوشن (نرم‌افزار بهره‌وری)
نوشِن (به انگلیسی: Notion) یک نرم‌افزارِ مدیریتِ پروژه و یادداشت‌برداری فری‌میوم توسعه یافته توسط نوشن لبز آی ان سی.  است. این نرم افزار ابزار های مدیریتی زیادی مانند مدیریت تسک، مدیریت پروژه، لیست انجام کار، بوکمارک کردن و بسیاری ابزار دیگر را ارائه می دهد. ویژگی های آفلاین بیشتری توسط این نرم افزار در نسخه های دسکتاپ و موبایل نیز برای سیستم عامل های ویندوز، مک‌اواس، لینوکس، اندروید، و آی‌اواس ارائه شده اند. کاربران در این نرم افزار می توانند قالب های سفارشی ایجاد کنند، ویدیو ها و محتوای اینترنتی را جاسازی کنند، و به صورت آنلاین با دیگران همکاری کنند. 

## تاریخچه
نوشن لبز آی ان سی.، یک شرکتِ نوپای مستقر در سان فرانسیسکو است که ایوان ژائو آن را در سال ۲۰۱۳ بنیان نهاد. در آن زمان، بنیان‌گذاران از ملاقات با سرمایه‌گذاران خطرپذیر یا بحث در مورد کسب ارزش‌گذاریِ بالاتر خودداری کردند.
در مارسِ ۲۰۱۸، نوشنِ ۲٫۰  منتشر شد. در پروداکت هانت از آن استقبالِ خوبی شد و جایگاهِ نخستِ محصولِ ماه را کسب کرد. آن زمان، شرکت کمتر از ۱۰ کارمند داشت. 
در ژوئنِ ۲۰۱۸، یک برنامهٔ رسمیِ اندروید منتشر شد.
در سپتامبرِ ۲۰۱۹، این شرکت اعلام کرد که به ۱ میلیون کاربر رسیده‌استو کمتر از ۷ ماه بعد در آوریلِ ۲۰۲۰، نوشن پس از ارزش‌گذاری به مبلغِ دو میلیارد دلار، تبدیل به یک تک‌شاخ  شد.
نوشن در ژانویهٔ ۲۰۲۰، ۵۰ میلیون دلار سرمایه از ایندکس وِنچِرز و سایرِ سرمایه‌گذاران دریافت کرد. 
در ۷ سپتامبرِ ۲۰۲۱، نوشن یک شرکتِ نوپای مستقر در حیدرآباد به نام آوتومِیت‌دات‌آی‌او  را خریداری کرد. در اکتبرِ همان سال، دورِ جدیدی از جذبِ کمک‌هزینه به رهبری کت منیجمنت  و سکویا کپیتال به نوشن کمک کرد تا ۲۷۵ میلیون دلار گرد آوَرَد. این سرمایه‌گذاری ارزشِ نوشن را به ۱۰ میلیارد دلار رساند و این شرکت رویِ‌هم ۲۰ میلیون کاربر داشت.
در سالِ ۲۰۲۲، نوشن برنامهٔ نوشن سِرتیفایْد  را راه انداخت؛ این برنامه یک اعتبارِ رسمی است که به کاربران اجازه می‌دهد تخصص خود را گسترش دهند.  نوشن همچنین به نوآوری اول امنیتی  پیوست، ائتلافی از شرکت‌های فناور که متعهد شدند اطلاعاتِ امنیتی را فعّالانه با مشتریانِ خود هم‌رسان کنند.
در ژوئنِ ۲۰۲۲، نوشن نرم‌افزار تقویمِ کران  را خریداری کرد تا به مجموعه برنامه‌های بهره‌وری خود بیافزایَد. 
در نوامبر ۲۰۲۲، نوشن انتشار نسخه ابتدایی زبان ژاپنی را اعلام کرد. 

## نرم‌افزار
نوشن یک بن‌سازهٔ همکارانه با پشتیبانی مارک‌داونِ اصلاح‌شده است که تابلوهای کانبان، وظایف، ویکی‌ها و پایگاه‌های داده را یکجا با هم ادغام می‌کند. این نرم‌افزار یک فضایِ کاریِ همه‌کاره برای یادداشت‌برداری، مدیریت دانش و داده و مدیریتِ پروژه و کار است. یک ابزارِ مدیریتِ فایل است که یک فضایِ کاری یکپارچه را ارائه می‌دهد و به کاربران امکان می‌دهد در مورد پروژه‌های درحالِ‌انجام نظر بدهند، در بحث‌ها شرکت کنند و بازخورد بگیرند. افزون بر برنامه‌های چندسکّویی، از طریقِ بیشترِ مرورگرهای وب در دسترس است.
این نرم‌افزار ابزاری برای «بریدنِ» محتوا از صفحاتِ وب دارد. نوشن به کاربران کمک می‌کند وظایف را برنامه‌ریزی کنند، فایل‌ها را مدیریت کنند، اسناد را ذخیره کنند، یادآور بگذارند، دستور کارها را حفظ کنند و کار خود را سازماندهی کنند. نوشن اجازهٔ نوشتن و جاگذاریِ معادلات را در قالبِ بلوک یا درون‌خطی می‌دهد، زیرا از لاتِخ پشتیبانی می‌کند. کاربران همچنین می‌توانند محتوای آنلاین را با استفاده از Embed.ly در صفحاتِ نوشنِ خود جاساز کنند، بدین ترتیب یادداشت‌ها نیز می‌توانند به‌آسانی در کنار یک ویدیوی جاسازی شده که در حالت نمادرنما پخش می‌شود، تایپ کنند.

### قیمت‌گذاری
نوشن یک مدلِ اشتراکِ چهارلایه دارد: رایگان، شخصی، تیمی و سازمانی. نوشن یک سیستم اعتباری حساب ارائه می‌دهد که در آن کاربران می‌توانند از طریق بازاریابیِ ارجاعی اعتبار به دست بیاورند. اگر کاربران در حسابشان موجودی داشته باشند هزینه‌ای دریافت نمی‌شود. اگر نشانیِ ایمیلِ دانشگاهی ارائه شود، یک طرحِ شخصی رایگان می‌دهد. از ماهِ مهِ ۲۰۲۰، این شرکت طرحِ شخصی را ارتقا داد تا بلوک‌های نامحدود را مجاز کند، این تغییری نسبت به سقفِ مجازِ قبلی در طرحِ شخصی بود. 

## واژه‌نامه
1. ↑  Notion Labs, Inc.
2. ↑  Notion 2.0
3. ↑  Automate.io
4. ↑  Coatue Management
5. ↑  Notion Certified
6. ↑  Security First Initiative
7. ↑  Cron

## همچنین ببینید
- نرم افزار ویکی
- نرم افزار مشارکتی
- ویرایشگر بلادرنگ مشارکتی
- همکاری سند